# Национална организация „Балила“
„Балила“ е младежката организация на Националната фашистка партия в Италия.
Служи като пример за изграждането на „Хитлерюгенд“ в Хитлеристка Германия.
Името на организацията е заимствано от прозвището на младия италиански национален герой Джован Батиста Перасо, който ръководи въстанието в Генуа срещу австрийците през 1747 г.
Историята на „Балила“ е тясно свързана с периода на италианския фашизъм. Организацията се появява по силата на закона от 3 април 1926 г. Целта на организацията според този закон е грижата за физическото и морално възпитание на младежта.
Структурата на „Балила“ е в съответствие на възрастта на членовете ѝ. Членството в нея става задължително за всички италиански деца и младежи на възраст между 8 и 18 г.
Облеклото на членовете на „Балила“ е от черна риза, небесносин шал, сиво-зелени панталони. Целта на облеклото трябва да подчертае и военизирания характер на организацията.